# Maria Josepha Müller-Brand

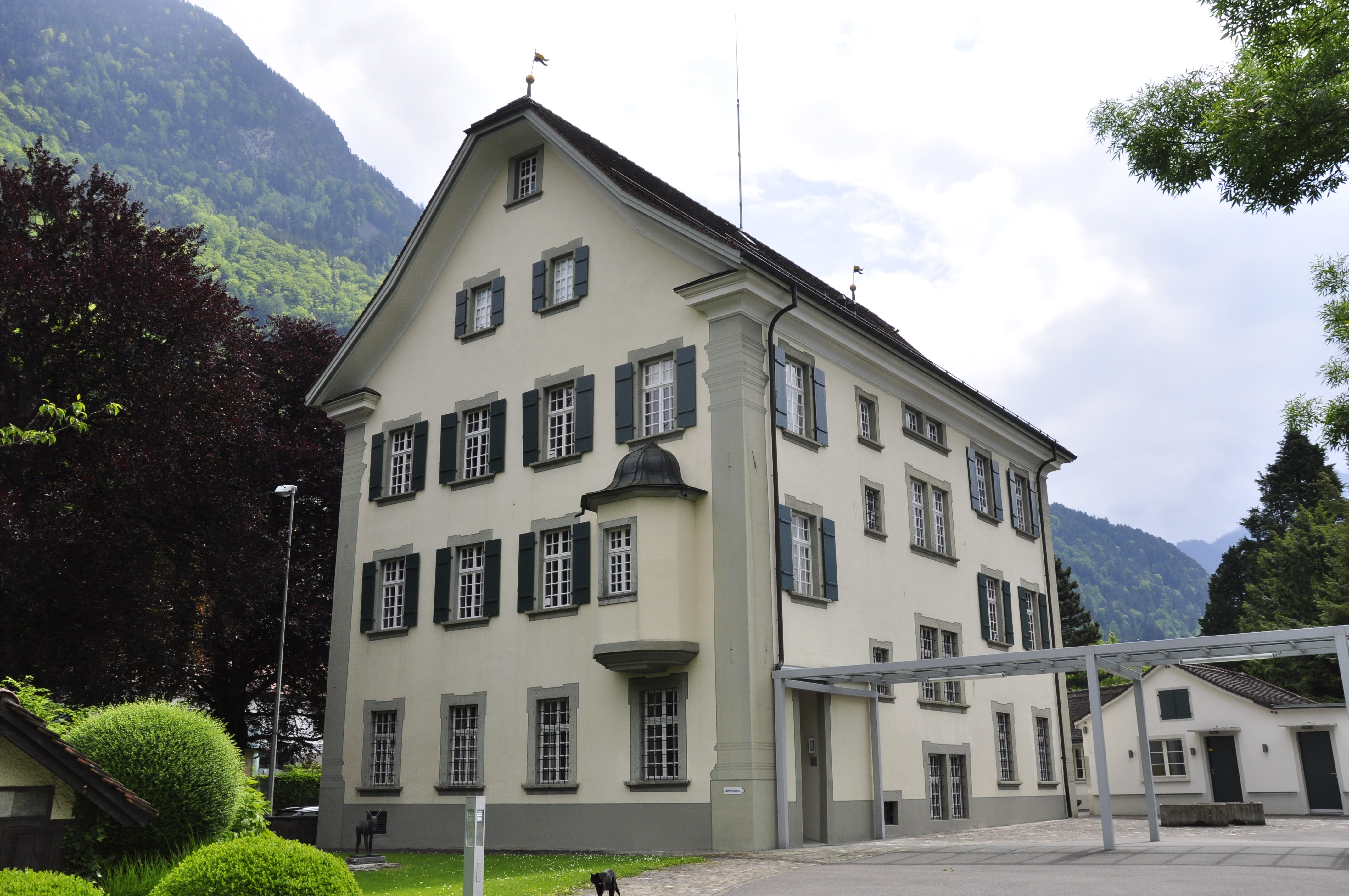
Haus Eselmätteli, 2015

Maria Josepha Müller-Brand (* 10. Januar 1742 in Altdorf; heimatberechtigt ebenda; † 17. Juni 1828 ebenda) war eine eidgenössische Gutsbesitzerin.

## Leben
Maria Josepha Müller-Brand war eine Tochter der Josefa Salesia Tanner und des Urner Landammanns und Landeshauptmanns Josef Martin Fridolin Brand. Sie heiratete 1768 den Landesfähnrich Karl Franz Müller, der 1774 Landammann wurde. Er quittierte den Dienst und die Familie lebte dann im Haus Eselmätteli in Altdorf.
Nachdem ihr Ehemann 1797 gestorben war, führte Müller-Brand den stattlichen Wohnsitz weiter. Das Haus wurde 1799 vom Dorfbrand verschont und erhielt als jeweiliges Hauptquartier des französischen, österreichischen und russischen Militärs bis 1800 Einquartierungen. In ihrem Tagebuch notierte sie die Namen der Einquartierten. Sie erwarb 1803 das Landgut Meggenhorn (seit 1870 Schloss Meggenhorn) am Vierwaldstättersee. Drei Jahre später kehrte sie nach Altdorf zurück. «Frau Landammann», wie Müller-Brand genannt wurde, galt als weltgewandte Gastgeberin. Trotz finanzieller Rückschläge hat sie sich immer behauptet und hinterliess ein grosses Vermögen. Zu ihrem Nachlass gehörte ein handschriftliches Kochbuch von 1758.

## Belege
1. ↑  Urs Kälin: Josef Martin Fridolin Brand. In: Historisches Lexikon der Schweiz.  16. Januar 2003.
2. 1 2  Eliane Latzel: Maria Josepha Müller-Brand. In: Historisches Lexikon der Schweiz.  4. Februar 2009.

| Personendaten    | Personendaten                      |
| ---------------- | ---------------------------------- |
| NAME             | Müller-Brand, Maria Josepha        |
| ALTERNATIVNAMEN  | Brand, Maria Josepha (Geburtsname) |
| KURZBESCHREIBUNG | eidgenössische Gutsbesitzerin      |
| GEBURTSDATUM     | 10. Januar 1742                    |
| GEBURTSORT       | Altdorf, Alte Eidgenossenschaft    |
| STERBEDATUM      | 17. Juni 1828                      |
| STERBEORT        | Altdorf, Alte Eidgenossenschaft    |